# Йон Клінгберг
Йон Клінгберг (швед. John Klingberg; нар. 14 серпня 1992, Гетеборг) — шведський хокеїст, захисник клубу НХЛ «Едмонтон Ойлерз». Гравець збірної команди Швеції.

## Ігрова кар'єра
Хокейну кар'єру розпочав на батьківщині 2009 року виступами за команду «Вестра Фрелунда». 21 вересня 2010 дебютував в Елітсерії.
2010 року був обраний на драфті НХЛ під 131-м загальним номером командою «Даллас Старс». 16 травня 2011 підписав трирічний контракт з «зірками». Сезон 2011/12 провів у складі фінського «Йокеріта», а згодом перейшов до шведського «Шеллефтео», де відіграв два роки.
Сезон 2013/14 розпочав у складі рідного клубу «Фрелунда», а завершував виступами за «Техас Старс» (АХЛ).
11 листопада 2014 дебютував за клуб НХЛ «Даллас Старс» в переможному матчі 4–3 над «Аризона Койотс». 20 листопада 2014 відзначився в воротах Майка Сміта («Аризона Койотс»). За підсумками першого сезону за «Старс» потрапив до складу молодіжної команди всіх зірок НХЛ.
За підсумками регулярної першості 2015/16 його клуб вийшов до плей-оф Кубка Стенлі. В першому раунді перемогли «Міннесота Вайлд», а в другому поступились «Сент-Луїс Блюз».
У сезоні 2017/18 Йона вперше обрали на матч всіх зірок НХЛ разом з партнером по команді Тайлером Сегіном.
Через травму руки пропустив чотири тижні сезону 2018/19. Повернувся до основного складу 20 листопада 2018 в матчі проти «Чикаго Блекгокс» (2-5). У плей-оф Кубка Стенлі 2019 в першому раунді проти «Нашвілл Предаторс» набрав шість очок з дев'яти загальних за підсумками двох серій.
29 липня 2022 року Клінгберг уклав однорічну угоду з клубом «Анагайм Дакс». Решту сезону 2022–23 років Йон провів у складі клубу «Міннесота Вайлд».
1 липня 2023 року, швед як вільний агент перейшов до команди «Торонто Мейпл Ліфс».
17 січня 2025 року стало відомо, що Клінгберг уклав контракт з «Едмонтон Ойлерз».

## Збірна
У складі молодіжної збірної Швеції чемпіон світу 2012 року. 
У складі національної збірної Швеції чемпіон світу 2017 та 2018 років.

## Нагороди та досягнення
- Чемпіон Швеції в складі «Шеллефтео» — 2013.
- Молодіжна команда всіх зірок НХЛ — 2015.
- Учасник матчу всіх зірок НХЛ — 2018.
- Найкращий захисник чемпіонату світу — 2018.

## Статистика

### Клубні виступи
| Сезон        | Клуб                 | Ліга         | Регулярний сезон | Регулярний сезон | Регулярний сезон | Регулярний сезон | Регулярний сезон | Плей-оф | Плей-оф | Плей-оф | Плей-оф | Плей-оф |
| Сезон        | Клуб                 | Ліга         | І                | Г                | П                | О                | ШХ               | І       | Г       | П       | О       | ШХ      |
| ------------ | -------------------- | ------------ | ---------------- | ---------------- | ---------------- | ---------------- | ---------------- | ------- | ------- | ------- | ------- | ------- |
| 2009–10      | «Вестра Фрелунда»    | J20          | 27               | 0                | 5                | 5                | 32               | 5       | 1       | 0       | 1       | 6       |
| 2010–11      | «Фрелунда»           | J20          | 13               | 3                | 14               | 17               | 29               | 7       | 1       | 10      | 11      | 6       |
| 2010–11      | «Бурос»              | Аллсв        | 7                | 1                | 0                | 1                | 2                | —       | —       | —       | —       | —       |
| 2010–11      | «Фрелунда»           | Елітсерія    | 26               | 0                | 5                | 5                | 10               | —       | —       | —       | —       | —       |
| 2011–12      | «Кіекко-Вантаа»      | Фін. 2       | 6                | 1                | 4                | 5                | 0                | —       | —       | —       | —       | —       |
| 2011–12      | «Йокеріт»            | СМ-ліга      | 20               | 1                | 2                | 3                | 8                | —       | —       | —       | —       | —       |
| 2011–12      | «Шеллефтео»          | Елітсерія    | 16               | 1                | 3                | 4                | 6                | 16      | 0       | 4       | 4       | 14      |
| 2012–13      | «Шеллефтео»          | J20          | 1                | 0                | 0                | 0                | 0                | —       | —       | —       | —       | —       |
| 2012–13      | «Шеллефтео»          | Елітсерія    | 25               | 1                | 12               | 13               | 6                | 13      | 1       | 3       | 4       | 8       |
| 2012–13      | «Техас Старс»        | АХЛ          | —                | —                | —                | —                | —                | 1       | 0       | 0       | 0       | 0       |
| 2013–14      | «Фрелунда»           | ШХЛ          | 50               | 11               | 17               | 28               | 12               | 7       | 0       | 4       | 4       | 2       |
| 2013–14      | «Техас Старс»        | АХЛ          | 3                | 0                | 1                | 1                | 4                | —       | —       | —       | —       | —       |
| 2014–15      | «Техас Старс»        | АХЛ          | 10               | 4                | 8                | 12               | 6                | —       | —       | —       | —       | —       |
| 2014–15      | «Даллас Старс»       | НХЛ          | 65               | 11               | 29               | 40               | 32               | —       | —       | —       | —       | —       |
| 2015–16      | «Даллас Старс»       | НХЛ          | 76               | 10               | 48               | 58               | 30               | 13      | 1       | 3       | 4       | 2       |
| 2016–17      | «Даллас Старс»       | НХЛ          | 80               | 13               | 36               | 49               | 34               | —       | —       | —       | —       | —       |
| 2017–18      | «Даллас Старс»       | НХЛ          | 82               | 8                | 59               | 67               | 26               | —       | —       | —       | —       | —       |
| 2018–19      | «Даллас Старс»       | НХЛ          | 64               | 10               | 35               | 45               | 12               | 13      | 2       | 7       | 9       | 6       |
| 2019–20      | «Даллас Старс»       | НХЛ          | 58               | 6                | 26               | 32               | 22               | 26      | 4       | 17      | 21      | 14      |
| 2020–21      | «Даллас Старс»       | НХЛ          | 53               | 7                | 29               | 36               | 23               | —       | —       | —       | —       | —       |
| 2021–22      | «Даллас Старс»       | НХЛ          | 74               | 6                | 41               | 47               | 34               | 7       | 0       | 1       | 1       | 26      |
| 2022–23      | «Анагайм Дакс»       | НХЛ          | 50               | 8                | 16               | 24               | 30               | —       | —       | —       | —       | —       |
| 2022–23      | «Міннесота Вайлд»    | НХЛ          | 17               | 2                | 7                | 9                | 4                | 4       | 1       | 3       | 4       | 0       |
| 2023–24      | «Торонто Мейпл Ліфс» | НХЛ          | 14               | 0                | 5                | 5                | 8                | —       | —       | —       | —       | —       |
| Усього в ШХЛ | Усього в ШХЛ         | Усього в ШХЛ | 117              | 13               | 37               | 50               | 34               | 36      | 1       | 11      | 12      | 24      |
| Усього в НХЛ | Усього в НХЛ         | Усього в НХЛ | 633              | 81               | 331              | 412              | 255              | 63      | 8       | 31      | 39      | 48      |

### Збірна
| Рік                | Команда            | Турнір             | Місце              | І  | Г | П  | О  | ШХ |
| ------------------ | ------------------ | ------------------ | ------------------ | -- | - | -- | -- | -- |
| 2011               | Швеція             | МЧС                | 4-е                | 6  | 1 | 1  | 2  | 0  |
| 2012               | Швеція             | МЧС                | 1                  | 6  | 0 | 3  | 3  | 4  |
| 2015               | Швеція             | ЧС                 | 5-е                | 7  | 2 | 4  | 6  | 0  |
| 2017               | Швеція             | ЧС                 | 1                  | 10 | 2 | 4  | 6  | 2  |
| 2018               | Швеція             | ЧС                 | 1                  | 10 | 1 | 5  | 6  | 4  |
| 2019               | Швеція             | ЧС                 | 5-е                | 5  | 2 | 2  | 4  | 2  |
| Молодіжна збірна   | Молодіжна збірна   | Молодіжна збірна   | Молодіжна збірна   | 12 | 1 | 4  | 5  | 4  |
| Національна збірна | Національна збірна | Національна збірна | Національна збірна | 32 | 7 | 15 | 22 | 8  |